# Dolichopus fulgerus
Dolichopus fulgerus är en tvåvingeart som beskrevs av Harmston 1966. Dolichopus fulgerus ingår i släktet Dolichopus och familjen styltflugor.
Artens utbredningsområde är British Columbia. Inga underarter finns listade i Catalogue of Life.